# Гордон, Дина Семёновна
Дина Семёновна Гордон (девичья фамилия — Сорока) (22 ноября 1922 — 14 августа 2021) — советский и российский учёный-медик, доктор медицинских наук, профессор (1968).
Автор более 220 научных работ, в том числе 2 монографий и 10 учебно-методических пособий, имела авторское свидетельство (в соавторстве с В. А. Бочкарёвым).

## Биография
Родилась 22 ноября 1922 года в Симферополе в семье экономиста Семёна Моисеевича Сороки и его жены — Евгении Давидовны, микробиолога.
В 1927 году её семья переехала в город Ковров. Окончив в Коврове пять классов школы, вместе с семьёй в 1935 году переехала в город Иваново-Вознесенск, где с отличием окончила среднюю школу.
В 1940 году поступила в Московский авиационный институт, который в годы Великой Отечественной войны был эвакуирован в Среднюю Азию. Дина перевелась в Ивановский энергетический институт, где проучилась два года и перевелась в Ивановский медицинский институт (ныне Ивановская государственная медицинская академия) — она решила стать врачом после того, как в годы войны работала в госпитале санитаркой и младшей медицинской сестрой. Окончила мединститут в 1947 году с красным дипломом.
По окончании вуза стала работать в Ивановской фельдшерско-акушерской школе. Затем была приглашена в свой родной институт, где проработала с 1948 по 1968 год — преподавала гистологию на кафедре гистологии и эмбриологии, став впоследствии заведующим этой кафедры. В 1953 году защитила кандидатскую диссертацию, в 1967 году — докторскую на тему «Нейроморфология миндалин в норме и их нейро-гистохимический анализ при хроническом тонзиллите, простом и сопряжённом с ревматизмом».
С 1968 года работала в Чувашской АССР: по 1988 год заведовала кафедрой биологии и гистологии Чувашского государственного университета, в 1988—2000 годах — профессор этой же кафедры. Профессор Дина Семёновна Гордон — основатель научной школы морфологов Чувашии. Она была организатором и руководителем Научного общества анатомов, гистологов и эмбриологов Чувашской Республики, которым руководила до 2000 года. Подготовила 6 докторов и 27 кандидатов наук.
Была замужем за учёным в области трибологии и металлообработки, доктором технических наук Меером Борисовичем Гордоном (1917—1989). В последнее время проживала в Германии в городе Фрайбурге.

## Награды
- Заслуженный деятель науки Чувашской АССР (1986),
- награждена медалями[2].
- В 1997 году была удостоена персональной пожизненной государственной стипендии Президента Чувашской Республики Н. В. Фёдорова.

## Участие в профессиональных сообществах
- Почётный академик Национальной академии наук и искусств Чувашской Республики (1992)